# 张良
张良（前262年—前186年），字子房，颍川城父（今河南省禹州市张得镇）人。戰國時代韓國人，韓國被秦朝滅亡後，曾暗殺秦始皇失敗，後成為汉高祖劉邦的谋臣，是汉朝的開國元勳之一，与萧何、韩信同为漢初三傑。封留侯，谥号文成。

## 生平
张良的祖先是战国时韩国首都阳翟（今河南省禹州市）人，他的祖父张开地曾担任韩昭侯、韩宣惠王、韩襄哀王的相国，父亲张平曾担任韩王与韩桓惠王的相國。秦国在前230年灭韩后，张良散尽家财求得善擲沉重鐵錘的大力士報仇，於博浪沙伏擊行刺秦始皇，却誤中副車，行刺失敗，張良只好隱姓埋名躲避通緝。在秦時，他也一度幫助殺人的項伯（項羽的堂叔）逃離秦廷的拘捕。
张良在流亡時認識了隱士黄石公，受赠《太公兵法》，潛心苦讀十年而有成，張良聚集了百餘名少年，成為當地的遊俠，得知景駒自立為楚王，打算前去投靠。但路上見到以滅秦為目標的劉邦在附近屯軍，便率眾加入劉邦部隊，又因為劉邦重視他，成為頂尖謀士，因此張良也打消了去投靠景駒之念。
沛公到了薛城投靠項梁，當時項梁立楚懷王之孫為楚後懷王。張良於是遊說項梁，希望也讓韓國復國，於是項梁封了韓國公子韓成為韓王，張良改為跟隨韓王，受封韓國司徒，率領一千餘人與秦兵在潁川進行游擊戰，戰果並不顯著，項梁在定陶之戰被秦少府章邯所討死。
劉邦出兵滅秦時，張良、韓成的部隊與劉邦會師，公元前207年，劉邦攻入咸陽，秦朝滅亡。當時劉邦意圖自立為關中王，項羽得知後非常憤怒，要滅除劉邦，幸虧在項伯與張良的幫助下，劉邦與項羽在鴻門宴之中和解。
張良賄賂項伯，希望幫劉邦取得戰略地位較高的漢中之地，經過斡旋之後，項羽同意。劉邦赴巴蜀漢中為漢王，而項羽承認韓成為韓王，張良離開劉邦去輔佐韓成。
因為張良與劉邦的關係非常好，項羽一直疑心韓成與劉邦勾結，一直把韓成帶在身邊，不讓韓成就藩，後來貶韓成為穰侯。公元前206年，項羽終於誅殺韓成，改封自己的部下鄭昌為韓王。張良於是逃亡往劉邦處，此後協助劉邦消滅項羽，前202年，項羽被漢軍圍困而自殺，楚漢相爭結束，漢朝建立，張良因功受封留侯。張良了解劉邦個性，為免功高震主故退居幕後不過問朝政，不但免去清算功臣之禍反深得劉邦與呂后器重，兩人遇重大政治決策必請益張良，張良便以國策顧問的身分善終(來源請求，當時沒有國策顧問這個職位吧??)。
張良作为刘邦的谋臣，往往能在關鍵時刻給予劉邦正確建議。諸如郦食其建議劉邦在與項羽對戰時，不如大封過去六國君主的後裔，使其紛紛獨立而對抗項羽。劉邦聽後十分心動，便派人趕快刻印玉璽遊說，張良立刻反對，以免釀成後世大禍。在楚漢相爭時，張良與陳平主張撕毀鴻溝條約，立刻攻擊西楚，終於獲得勝利。在擊敗項羽後，婁敬建議劉邦入都关中，但遭群臣反對。劉邦詢問張良的意見，張良則認為長安條件比洛陽好，於是建都長安。
汉朝建立后，刘邦谈及张良时说：「夫运筹策帷帐之中，决胜千里外，吾不如子房。」汉六年（前201年）正月，封为留侯。留位在今日江蘇省徐州市沛縣的東南方，現在已經成為微山湖水域。張良急流勇退，歸隱得以善終。關於張良的後代，包含其子張辟彊，而歷史上的東漢學者張超、蜀漢將領張翼等皆是其後裔。道教創始者、五斗米道領導人張道陵相傳也是他的後代。
張良死後谥为文成侯，此後世人也尊稱他為謀聖。《史记》中有专门的一篇《留侯世家》，用以记录他的生平。

## 事蹟

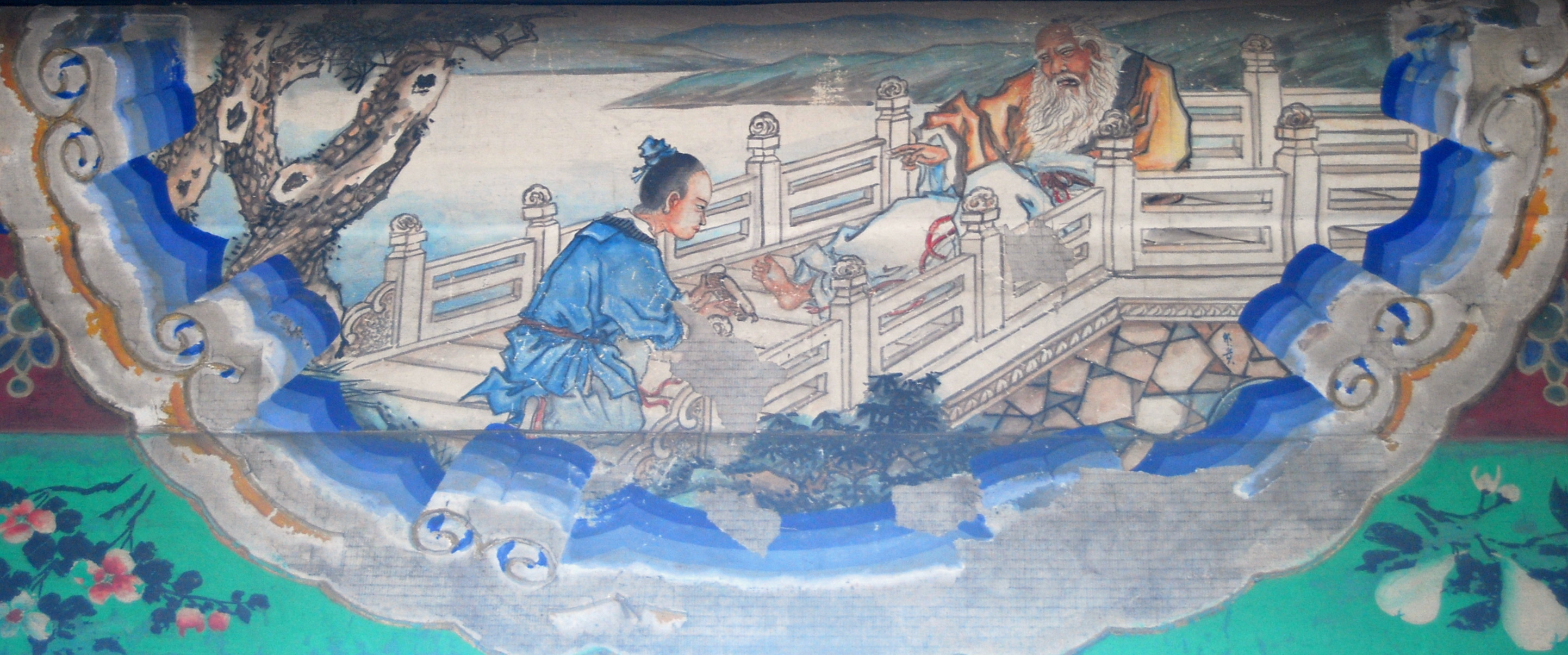
颐和园长廊彩绘：张良进履

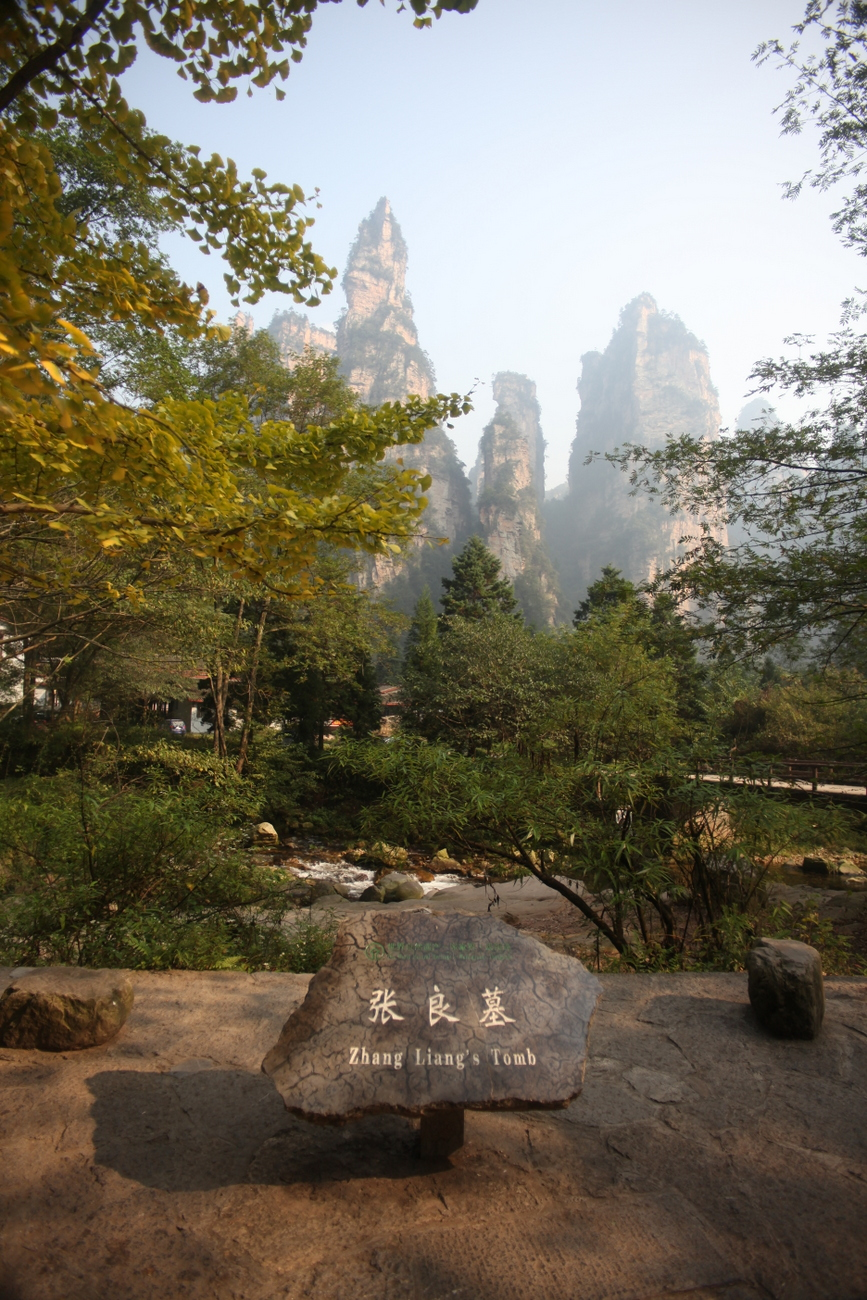
張家界张良墓

- 博浪沙暗殺秦始皇（未遂）。有记载的刺秦只有三次，荆轲和高渐离都是作了有死无生的打算；唯有张良在行刺失败后成功逃脱，并且逃过秦始皇“大索天下”的追捕。可见其早年的策划能力已经十分厉害。
- 張良改名藏匿於下邳時照顧過殺人而流亡的項伯，後得項伯通知項羽有意攻打劉邦，項伯叫張良逃走，反被張良邀請面見劉邦。劉邦說：「吾入關，秋毫不敢有所近，籍吏民，封府庫，而待將軍。所以遣將守關者，備他盜之出入與非常也。日夜望將軍至，豈敢反乎！願項伯具言臣之不敢倍德也。」項伯許諾。於是項伯乘夜回項軍中，把劉邦的說話報告給項羽，並且為劉邦說好話：「劉邦不先破關中，公豈敢入乎？今人有大功而擊之，不義也，不如因善遇之。」項羽許諾。
- 鴻門宴上項莊舞劍時，离开席位去找劉邦的衛士樊哙来协助，救了劉邦一命。
- 據說項羽分封十八諸侯時，要封劉邦為漢王，封地為巴蜀。張良行賄項伯向項羽求情，因而改封為稍有改善的漢中王（亦稱漢王）。
- 項羽向張良詢問劉邦入關就國（前往漢地）後的威脅性時，張良的答覆使項羽解除劉邦復出的疑慮。（就他人的眼光，張良並非完全站在劉邦的立場，而是以韓國復國為主，聽從韓王的命令，幫助劉邦。）
- 張良計議漢王劉邦：「大王不如燒絕所過棧道，以示天下不回關中之地，以固項羽之憂。」後燒絕棧道。項羽認為漢王劉邦燒絕棧道，無心回關中。之後齊王田榮造反。項羽以漢無憂，發兵北擊齊。
- 接受與支持陳平的建議，運用反間計離間項羽與英布的關係使其疏遠。並讓心高氣傲的楚軍軍師范增受不了項羽的猜忌離去。而後向劉邦獻策，毀信自背後突擊項羽，不過遭反擊而產生危機，此時張良再提議拉攏他力（韓信、彭越）等形成包圍之勢，最終消滅項羽。
- 項羽敗至垓下後，項伯等其他項羽身邊的重臣已知不可為，連夜投奔漢營，張良再次迎接項伯等人。
- 張良反對恢復戰國時的分封體制，力主秦一統六國後的郡县制集权體制，雖未被全然採納，而是郡县、分封共混，但對之後西漢邁向郡县制集权化打下基礎。
- 天下平定後，由於出身山東（指崤山以东，不是现在山东）的劉邦與群臣紛紛想要回河南洛阳建立都城。張良主張建都長安（咸陽城東南方），原因是此地能掌握關中與函谷關，免除關東戰事紛擾。同時，長安兼具四川財富與河套地的畜牧便利等。正是「金城千里」。劉邦聞後依張良主張，建都長安。
- 解除造反危機。項羽死後不久，漢朝確立，但卻遲遲未論功行賞，同時劉邦在宮中看到一群臣子群聚議論，他詢問張良臣子在商討何事，張良回答道因為遲遲未封賞，臣子正在討論如何造反。此話使得劉邦大為緊張，進一步詢問當如何解決，張良問劉邦：「陛下生平最痛恨，而眾臣都知道的有誰？」[5]劉邦答：「雍齒跟我是老朋友了，但他經常譏辱我，使我難堪，我很想殺他。但他多次立功，故我始終不忍心真的去做。」[6]張良說：「請陛下立刻重賞雍齒，眾臣見到就都會放心了。」[7]劉邦立即照做，此事傳開後，眾臣皆認為連皇帝最痛恨的雍齒都能獲賞，想必自己也不會過差，因此打消造反念頭。[8]
- 解除繼承危機。漢高祖寵愛戚夫人，欲改立戚夫人之子為太子，皇后呂雉向張良求教如何保住太子劉盈，張良告訴呂雉，請天下四位名高德重的長者商山四皓共勸劉邦，即可打消高祖廢立之意，事後確實奏效。
- 「運籌帷幄，決勝千里」是司馬遷在《史記·留侯世家》所讚張良之語，後被用來稱讚傑出軍師之語。

## 軼事

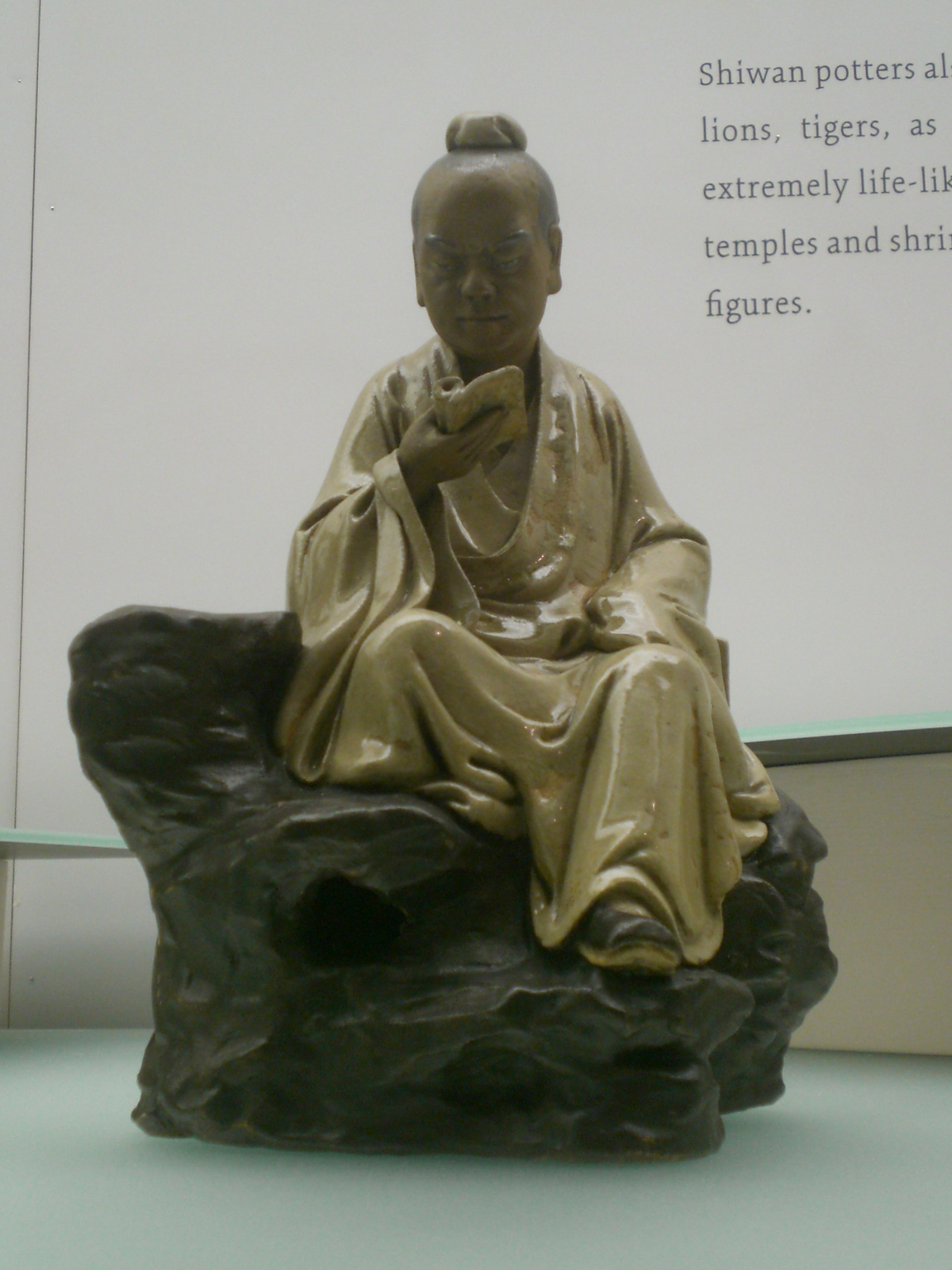
張良塑像

- 現在的人為讚嘆張良的智慧，在坊間流傳一句俗諺：「你有張良計，我有過牆梯。」之「張良計」。
- 西漢末年赤眉起義，一時間天下大亂，有人發掘張良的墳墓，剛挖開墓時，只見黃石像活的一般，變化著飛上高空，猶如流星般在雲中消逝。而墓中並沒有張良的骸骨，只有素書一篇及兵略數章。
- 漢六年劉邦大封群臣時，以張良有「運籌策帷幄中，決勝千里外」之功，讓張良在富饒的齊地自選三萬戶食邑，以試探他是否有野心，但遭他拒絕。張良反而求劉邦封自己為留侯，以紀念二人在留縣初遇，自己從此得劉邦重用。
- 《通鑑》記載：自從劉邦定都長安後，張良見好就收，因此找理由來安全引退。張良開始不吃五穀，也就是辟穀，並且足不出戶，並執意求去：「追隨赤松子（古代神仙，活了數百年）並探求長生不老藥。」（這一點被司馬光批評，認為聰明如張良，怎會口出江湖術士之言，可能底下看到宮廷鬥爭，以及自己功高震主的推測。）
- 《史記·留侯世家》提到『夫運籌策帷幄之中，決勝千里外，吾不如子房。』余以為其人計魁梧奇偉，至見其圖，狀貌如婦人好女。蓋孔子曰：『以貌取人，失之子羽。』留侯亦云。司馬遷看了張良圖畫後，驚訝於其「相貌如婦人好女」，並感嘆以貌取人之缺失。
- 蘇軾在《留侯論》亦有引述司馬遷之語。並以為黃石公於石橋故意將其鞋滑落到橋下，是要試探張良是否尚可教之，並認為黃石公可能是隱士。
- 東漢末年時期的曹操及明朝開國皇帝朱元璋分別將自己手下的謀士荀彧和劉基比喻為「吾之子房也」。

## 评价

### 两汉三国
- 刘邦：「夫运筹策帷帐之中，决胜於千里之外，吾不如子房。镇国家，抚百姓，给餽饟，不绝粮道，吾不如萧何。连百万之军，战必胜，攻必取，吾不如韩信。此三者，皆人杰也，吾能用之，此吾所以取天下也。」

- 陈平：「智足决疑，量足包荒，才足折冲御侮，德足辅世长民，皇帝从筹，百僚允若，炎汉万民之鸿庥；辟谷仙游，功成身退，乃平生心事之了了。元勋之首冠也。」（四六駢體，八股對仗的格式，應該是明清後人捏造。西漢開國之時，張良運籌帷幄，甚至參與劉邦立蕭何為相國的最高決策。陳平是張良的後進晚輩，陳平的評論價值遠低於劉邦呂后對張良的讚許。）

- 司马迁：「学者多言无鬼神，然言有物。至如留侯所见老父予书，亦可怪矣。高祖离困者数矣，而留侯常有功力焉，岂可谓非天乎？」上曰：『夫运筹筴帷帐之中，决胜千里外，吾不如子房』。」，並在《太史公自序》評價：“運籌帷幄之中，制勝於無形，子房計謀其事，無知名，無勇功，圖難於易，為大於細。”

- 扬雄：「萧规曹随，留侯画策，陈平出奇，功若泰山，响若坻聩。」

- 班固：「闻张良之智勇，以为其貌魁梧奇伟，反若妇人女子。故孔子称‘以貌取人，失之子羽’。学者多疑于鬼神，如良受书老父，亦异矣。高祖数离困厄，良常有力，岂可谓非天乎！」、「赫赫钭军，受兵黄石，规图胜负，不出帷幄。命惠瞻仰，安全正朔，国师是封，光荣旧宅。」

- 冯衍：「张良以五世相韩，椎秦始皇博浪之中，勇冠乎贲、育，名高乎泰山。」

- 诸葛亮：「仰其像不威，然运筹帷幄，决胜千里，成帝王之师。」

- 刘劭：「思通道化，策谋奇妙，是谓术家，范蠡、张良是也。」

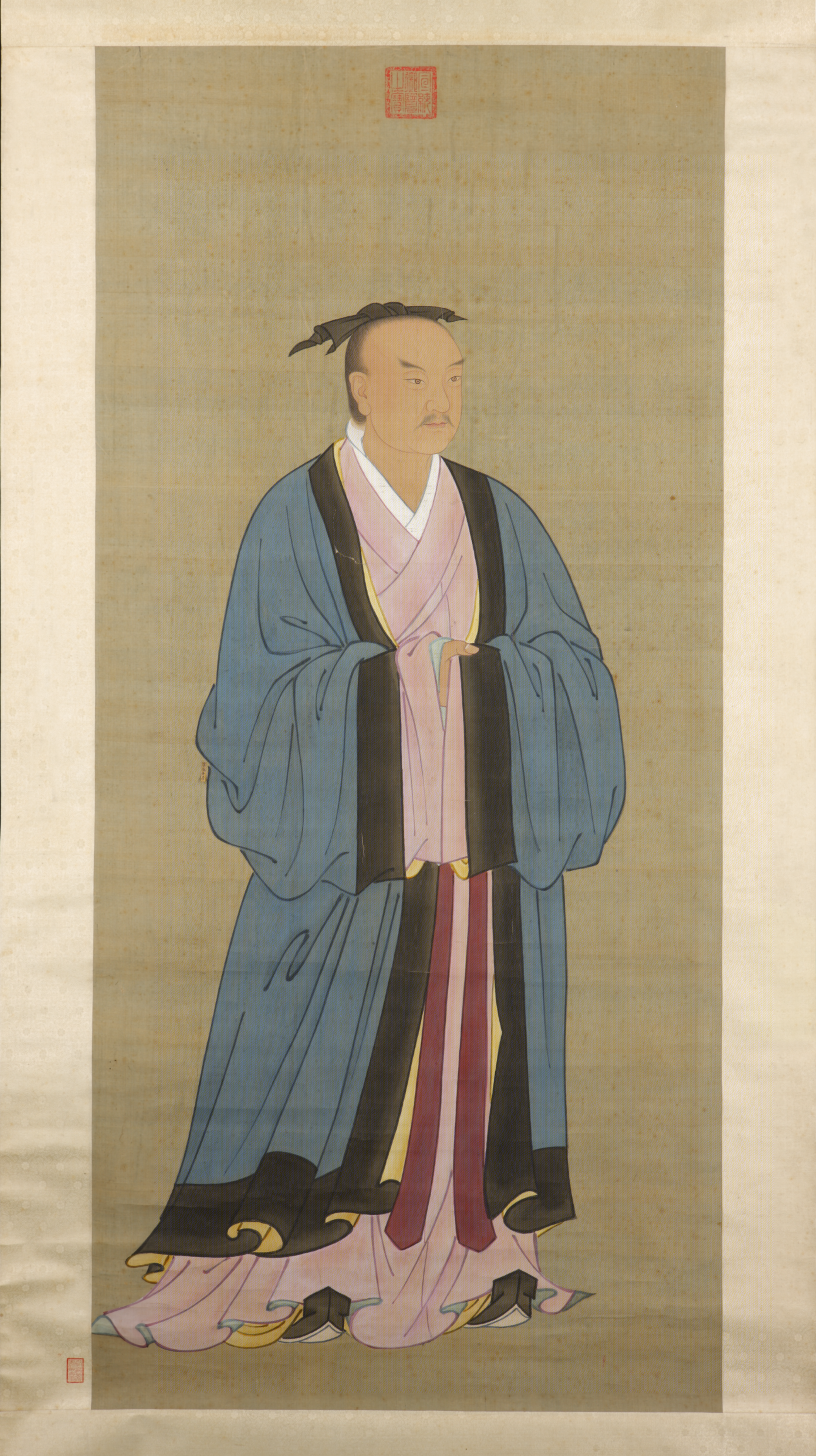
明人画张良像轴（现藏于故宫博物院）

### 魏晋南北朝
- 裴松之：「张子房青云之士，诚非陈平之伦。然汉之谋臣，良、平而已。」

- 陆机：「文成作师，通幽洞冥。永言配命，因心则灵。穷神观化，望影揣情。鬼无隐谋，物无遁形。武关是辟，鸿门是宁。随难荥阳，即谋下邑。销印惎废，推齐劝立。运筹固陵，定策东袭。三王从风，五侯允集。霸楚实丧，皇汉凯入。怡颜高览，弥翼凤戢。托迹黄、老，辞世却粒。」

- 傅亮：「张子房道亚黄中，照邻殆庶，风云玄感，蔚为帝师，夷项定汉，大拯横流，固以参轨伊望，冠德如仁。」

- 谢瞻：「王风哀以思，周道荡无章。卜洛易隆替，兴乱罔不亡。力政吞九鼎，苛慝暴三殇。息肩缠民思，灵鉴集朱光。伊人感代工，聿来扶兴王。婉婉幕中画，辉辉天业昌。鸿门消薄蚀，垓下殒搀抢。爵仇建萧宰，定都护储皇。肇允契幽叟，翻飞指帝乡。惠心奋千祀，清埃播无疆。神武睦三正，裁成被八荒。明两烛河阴，庆霄薄汾阳。鉴旟历颓寝，饰像荐嘉尝。圣心岂徒甄，惟德在无忘。逝者如可作，揆子慕周行。济济属车士，粲粲翰墨场。瞽夫违盛观，竦踊企一方。四达虽平直，蹇步愧无良。餐和忘微远，延首咏太康。」

- 王俭：「子房之遇汉后，公达之逢魏君，史籍以为美谈，君子称其高义。」

### 唐宋
- 朱敬则：「神人无功，达人无迹。张子房元机孤映，清识独流。践若发机，应同急箭；优游澹泊，神交太虚，非诸人所及也。至若陈平、荀彧、贾诩、荀攸、程昱、郭嘉、田丰、沮授、崔浩、张宾等，可谓天下之菁英。帷幄之至妙，中权合变，因败为功，爰自秦汉，讫于周隋。」

- 司马贞：「留侯倜傥，志怀愤惋。五代相韩，一朝归汉。进履宜假，运筹神算。横阳既立，申徒作扞。灞上扶危，固陵静乱。人称三杰，辩推八难。赤松原游，白驹难绊。嗟彼雄略，曾非魁岸。」

- 独孤及：“汉兴，萧何、张良、霍去病、霍光以文武大略，佐汉致太平，一名不尽其善，乃有文终、文成、景桓、宣成之谥。”

- 薛稷：“张良之翼汉王，郭嘉之协魏主，宋武之得穆之，齐高之得褚彦：定策决胜，谋夫孔多。”

- 李白：“子房未虎啸，破产不为家。沧海得壮士，椎秦博浪沙。报韩虽不成，天地皆振动。潜匿游下邳，岂曰非智勇？我来圯桥上，怀古钦英风。唯见碧流水，曾无黄石公。叹息此人去，萧条徐泗空。”

- 胡曾：“嬴政鲸吞六合秋，削平天下虏诸侯。山东不是无公子，何事张良独报仇。”

- 呂蒙正：“張良原是布衣，蕭何曾為縣吏；韓信未遇之時，無一日之餐，及至遇行，腰懸三齊玉印。”

- 王安石：“汉业存亡俯仰中，留侯于此每从容。固陵始义韩彭地，复道方图雍齿封。”、“留侯美好如妇人，五世相韩韩入秦。倾家为主合壮士，博浪沙中击秦帝。脱身下邳世不知，举世大索何能为？素书一卷天与之，谷城黄石非吾师。固陵解鞍聊出口，捕取项羽如婴儿。从来四皓招不得，为我立弃商山芝。洛阳贾谊才能薄，扰扰空令绛灌疑。”

- 司马光：“夫生之有死，譬犹夜旦之必然；自古及今，固未尝有超然而独存者也。以子房之明辩达理，足以知神仙之为虚诡矣；然其欲从赤松子游者，其智可知。夫功名之际，人臣之所难处。加高帝所称者，三杰而已。淮阴诛夷，萧何系狱，非以履盛满而不止耶！故子房托于神仙，遗弃人间，等功名于外物，置荣利而不顾，所谓明哲保身者，子房有焉。”

- 苏轼：“夫子房受书于圯上之老人也，其事甚怪；然亦安知其非秦之世，有隐君子者出而试之。观其所以微见其意者，皆圣贤相与警戒之义；而世不察，以为鬼物，亦已过矣。且其意不在书。当韩之亡，秦之方盛也，以刀锯鼎镬待天下之士。其平居无罪夷灭者，不可胜数。虽有贲、育，无所复施。夫持法太急者，其锋不可犯，而其势未可乘。子房不忍忿忿之心，以匹夫之力，而逞于一击之间；当此之时，子房之不死者，其间不能容发，盖亦已危矣。千金之子，不死于盗贼，何者？其身之可爱，而盗贼之不足以死也。子房以盖世之才，不为伊尹、太公之谋，而特出于荆轲、聂政之计，以侥幸于不死，此圯上老人所为深惜者也。是故倨傲鲜腆而深折之。彼其能有所忍也，然后可以就大事，故曰：‘孺子可教也。’”

- 張預《十七史百將傳·卷二》：“子房始所見下邳圯上老父與《太公書》者，後十三年從高帝過濟北，果見谷城山下黃石，取而寶祠之。孫子曰：‘無約而請和者，謀也。’良請啖秦將而襲擊之。又曰：‘智者之慮，必雜於利害。’良借前箸以破酈生之説。又曰：‘善戰者，無智名，無勇功。’良未嘗有戰鬥功。又曰：‘厲於廊廟之上，以誅其事。’良連籌帷幄，決勝千里。又曰：‘鋭卒勿攻。’良謂楚人剽疾，勿與爭鋒是也。”

- 陈亮：“汉高帝所借以取天下者，故非一人之力，而萧何、韩信、张良盖杰然于其间。天下既定，而不免于疑。于是张良以神仙自托；萧何以谨畏自保；韩信以盖世之功，进退无以自明。”

- 罗大经：“张子房盖侠士之知义、策士之知几者，要非儒也。故早年颇似荆轲，晚岁颇似鲁仲连。得老氏不敢为天下先之术，不代大匠斫，故不伤手，善于打乖。”

- 真德秀：“子房为汉谋臣，虽未尝一日居辅相之位，而其功实为三杰之冠，故高帝首称之。其汉而下，为诸葛孔明略相伯仲。”

- 陈元靓：“楚兵正雄，秦鹿方走。圯桥跪履，鸿门碎斗。王业以昌，名垂不朽。去追赤松，从容无咎。”

### 明清
- 袁宏道：“投身刀戟之林，濒死不悔，不尽其用不止者，张子房、荀文若、贾诩之流是也。”

- 归有光：“张子房当秦楚之际，以家世相韩，为韩报仇，择可以委身者，遂从高帝。汉之天下已定矣，子房不受万户之封，愿从赤松子游。或谓子房不终事汉者，为韩也。夫诛秦灭项，子房之志已毕，移以事汉，何损于义而必去之？独其为道恬澹，薄视人世之功名，而有飘然远举之志耳。”

- 黄道周：“少年为韩，博浪椎秦。一编帝师，圯上老人。沛套天授，说合如神。还军霸上，谢羽鸿门。当前借暑，理势具陈。运筹决胜，功莫可论。封齿息反，从刘都尊。布衣封留，志愿已伸。宝祠黄石，以明感恩。赤松从游，辟谷采真。始见终隐，千古惟君。”

- 王夫之：“汉高帝疑于所立，乃进而谋者，张良、叔孙通耳。良虽多智，而心固无私；通虽诡合，而缘饰儒术；且皆从容讽议之臣，未尝握兵而持国柄者也。”

- 朱彝尊：“当年博浪金锥，惜乎不中秦皇帝，咸阳大索，下邳亡命，全身非易。纵汉当兴，使韩成在，肯臣刘季？便论功三杰，封侯万户，都未是平生意。”

- 屈大均：“汉唐以来善兵者率多书生，若张良、赵充国、邓禹、马援、诸葛孔明、周瑜、鲁肃、杜预、李靖、虞允文之流，莫不沉酣六经，翩翩文雅，其出奇制胜如风雨之飘忽，如鬼神之变怪。”

- 魏禧：“子房之说项梁立横阳君也，意固亦欲得韩之主而事之，然韩卒以夷灭。韩之为国与汉之为天下，子房辨之明矣。范增以沛公有天子气，劝羽急击之，非不忠于所事，而人或笑以为愚。且夫天下公器非一人一姓之私也，天为民而立君，故能救生民于水火，则天以为子，而天下戴之以为父。子房欲遂其报韩之志，而得能定天下祸乱之君，故汉必不可以不辅。夫孟子，学孔子者也，孔子尊周，而孟子游说列国，惓惓于齐梁之君，教之以王。夫孟子岂不欲周之子孙王天下而朝诸侯？周卒不能；两天下之生民，不可以不救。天生子房以为天下也，顾欲责子房以匹夫之谅、为范增之所为乎？亦已过矣！”

- 潘业：“孺子报韩志已奇，天涯更有莽男儿。纵然不尽祖龙寿，也是从来第一椎。”

### 近代
- 蔡东藩：“张良之烧绝栈道，一奇也，萧何之私追逃人，二奇也，韩信之骤拜大将，三奇也。有此三奇，而汉王能一一从之，尤为奇中之奇。乃知国家不患无智士，但患无明君，汉王虽倨慢少礼，动辄骂人，然如张良之烧栈道而不以为怪，萧何之追逃人而不以为嫌，韩信之拜大将而不以为疑，是实有过人度量，固非齐赵诸王，所得与同日语者。有汉王而后有三杰，此良臣之所以必择主而事也。”

- 冯玉祥：“豪杰今安在，看青山不老，紫柏长芳，想那志士忠臣，千载犹存凭吊所；神仙古来稀，设黄石重逢，赤松再遇，得此洞天福地，一生愿作逍遥游。”

- 周恩来：“项羽打了一百个胜仗，顶不住张良一个主意，优势变劣势，只好求和。”

### 朝鮮
- 朝鮮王朝學者成海應(1760-1839)：“太史公以好奇之故, 其傳留侯, 以滄海力士，黃石公，赤松子，四皓之倫, 相爲終始. 留侯欲免高帝之猜, 自托於神仙之術以自晦, 故其事甚奇. 然余疑黃石所授太公兵法, 豈其秘書, 而在秦火之前, 尤易得之, 何故三夜丁寧而始乃授之. 且石言于晉春秋傳記其異, 安有石化爲人, 人化爲石, 怳惚不可測者乎. 此乃留侯故神其跡也, 非其實也. 太史公乃鋪張而靈異之爾.”（『硏經齋全集續集』 10冊, 史論, 張良）

## 家庭

### 祖父
- 張開地：战国时韩相，相韩昭侯、韩宣惠王與韩襄王

### 父亲
- 張平：战国时期韩相，相韩王與韩桓惠王

### 子
- 张不疑：长子，嗣侯。文帝十年（公元前170年），坐与门大夫杀故楚内史，赎为城旦。《汉书·张良传》与《汉书·高惠高后文景功臣表》中所记有出入。《张良传》中记为文帝三年（公元前177年），坐不敬，国除。
- 张辟彊：次子。汉惠帝驾崩，吕后干嚎，辟强为侍中，年15岁，洞察吕后之意，谓丞相曰：「太后獨有孝惠，今崩，哭不悲，君知其解乎？」丞相曰：「何解？」辟彊曰：「帝毋壯子，太后畏君等。君今請拜呂台、呂產、呂禄為將，將兵居南北軍，及諸呂皆入宮，居中用事，如此則太后心安，君等幸得脫禍矣。」丞相迺如辟彊計。太后說，其哭迺哀。呂氏權由此起。迺大赦天下。

### 後代
- 张千秋：张良六世孙，阳陵公乘，元康四年，朝廷下诏张千秋复家，世代免除赋税徭役。
- 张晧：张良六世孙，东汉大臣（《后汉书》卷56《张纲传》）
  - 张纲，张晧之子
    - 张续，张纲之子
- 张翼，张纲曾孙，三國時蜀漢大臣
  - 张微，张翼之子
- 张超，张良后代，汉灵帝时期的别部司马。（后汉书·文苑传）
- 張道陵，相傳為張良八世孫，五斗米道的創始人
  - 張衡，張道陵之子
    - 張魯，張衡之子

其它：
- 张汤：与张良同祖，所出不明（《漢書》卷59《張湯傳》：“賛曰：馮商稱張湯之先與留侯同祖，而司馬遷不言，故闕焉”）

## 相關
《西遊記》原著第十四回，在孫悟空受觀音菩薩點化後扶保唐僧，在經過一戶人家時因打死六個小偷後不滿唐僧一勸而拜別唐僧前往東海。東海龍王便展示《圯橋三進履》的畫像，以此勸誡孫悟空應繼續輔佐唐三藏前往西天取經。

## 艺术形象

### 影視
- 香港TVB版電視劇《楚河漢界》（1985年）：由黎汉持飾演張良。
- 香港TVB版電視劇《真命天子》（1986年）：由謝賢飾演張良。
- 大陸版電視劇《淮阴侯韩信》（1991年）：由施京明飾演張良。
- 香港版電影《西楚霸王》（1994年）：由金士杰飾演張良。
- 大陸版電視劇《西楚霸王》（1994年）：由毕彦君飾演張良。
- 大陸版電視劇《呂后傳奇》（1994年）：由周晓文飾演張良。
- 大陸版電視劇《漢劉邦》（1998年）：由王刚飾演張良。
- 香港TVB版電視劇《楚汉骄雄》（2004年）：由蒋志光飾演張良。
- 大陸版電視劇《大汉巾帼》（2005年）：由沈保平飾演張良。
- 大陸版電視劇《楚汉風雲》（2005年）：由沈保平飾演張良。
- 大陸版電視劇《大風歌》（2010年）：由马晓伟飾演張良。
- 大陸版電視劇《韩信》（2010年）：由黄海飾演張良。
- 大陸版電影《鴻門宴》（2011年）：由张涵予飾演張良。
- 大陸版電視劇《楚汉爭雄》（2011年）：由马晓伟飾演張良。
- 大陸版電視劇《楚汉傳奇》（2012年）：由霍青飾演張良。
- 大陸版電影《王的盛宴》（2012年）：由奇道飾演張良。
- 大陸版電視劇《秦時明月》（2014年）：由丁宇辰飾演張良。

### 游戏
- 軒轅劍肆 黑龍舞兮雲飛揚：男主角姬良即為張良。
- 王者荣耀

忘川风华录

### 動漫
- 《天子傳奇3流氓天子》
- 《天子傳奇4大唐威龙》
- 《秦時明月》
- 《秦汉英雄传》
- 《龍帥之翼》

### 音樂
- 古琴曲圯桥进履

## 参看
- 云台山

## 延伸阅读
[在维基数据编辑]
 《史記/卷055》，出自司馬遷《史記》
 《漢書·卷040》，出自班固《漢書》
 在维基共享资源阅览影像、分类